# Poitschach-Baracke
Poitschach-Baracke je naselje v Občini Trg v Okraju Trg na Koroškem v Avstriji.